# Japán az 1972. évi nyári olimpiai játékokon
Japán az NSZK-beli Münchenben megrendezett 1972. évi nyári olimpiai játékok egyik részt vevő nemzete volt. Az országot az olimpián 21 sportágban 184 sportoló képviselte, akik összesen 29 érmet szereztek.

## Érmesek
| Érem  | Versenyző | Sportág   | Versenyszám            |
| ----- | --- | --------- | ---------------------- |
| Arany | Kató Kijomi | Birkózás  | Szabadfogás, 52 kg     |
| Arany | Janagida Hideaki | Birkózás  | Szabadfogás, 57 kg     |
| Arany | Kavagucsi Takao | Cselgáncs | Férfi könnyűsúly       |
| Arany | Nomura Tojokazu | Cselgáncs | Férfi váltósúly        |
| Arany | Szekine Sinobu | Cselgáncs | Férfi középsúly        |
| Arany | Nemzeti válogatott Nogucsi Jaszuhiro Nakamura Júzó Fukao Josihide Morita Dzsungo Nekoda Kacutosi Kimura Kendzsi Simaoka Kendzsi Minami Maszajuki Óko Szeidzsi Jokota Tadajosi Nisimoto Tecuo Szató Tecuo | Röplabda  | Férfi                  |
| Arany | Kató Szavao | Torna     | Férfi korlát           |
| Arany | Cukahara Micuo | Torna     | Férfi nyújtó           |
| Arany | Nakajama Akinori | Torna     | Férfi gyűrű            |
| Arany | Kató Szavao | Torna     | Férfi egyéni összetett |
| Arany | Cukahara Micuo Kaszamacu Sigeru Kató Szavao Kenmocu Eizó Nakajama Akinori Okamura Teruicsi | Torna     | Férfi csapat összetett |
| Arany | Tagucsi Nobutaka | Úszás     | Férfi 100 m mell       |
| Arany | Aoki Majumi | Úszás     | Női 100 m pillangó     |
| Ezüst | Hirajama Kóicsiró | Birkózás  | Kötöttfogás, 52 kg     |
| Ezüst | Vada Kikuo | Birkózás  | Szabadfogás, 68 kg     |
| Ezüst | Nemzeti válogatott Jamazaki Jaeko Macumura Kacumi Hama Keiko Furukava Makiko Okamoto Mariko Siokava Micsiko Jamasita Noriko Simakage Szeiko Oinuma Szumie Iida Takako Sirai Takako Ivahara Tojoko        | Röplabda  | Női                    |
| Ezüst | Nakajama Akinori | Torna     | Férfi talaj            |
| Ezüst | Kaszamacu Sigeru | Torna     | Férfi korlát           |
| Ezüst | Kató Szavao | Torna     | Férfi nyújtó           |
| Ezüst | Kató Szavao | Torna     | Férfi lólengés         |
| Ezüst | Kenmocu Eizó | Torna     | Férfi egyéni összetett |
| Bronz | Nisimura Motoki | Cselgáncs | Férfi nehézsúly        |
| Bronz | Kaszamacu Sigeru | Torna     | Férfi talaj            |
| Bronz | Kenmocu Eizó | Torna     | Férfi korlát           |
| Bronz | Kaszamacu Sigeru | Torna     | Férfi nyújtó           |
| Bronz | Cukahara Micuo | Torna     | Férfi gyűrű            |
| Bronz | Kenmocu Eizó | Torna     | Férfi lólengés         |
| Bronz | Nakajama Akinori | Torna     | Férfi egyéni összetett |
| Bronz | Tagucsi Nobutaka | Úszás     | Férfi 200 m mell       |

## Atlétika
Férfi
| Versenyző         | Versenyszám    | Előfutam | Előfutam | Előfutam | Negyeddöntő | Negyeddöntő | Negyeddöntő | Elődöntő | Elődöntő | Elődöntő | Döntő   | Döntő    |
| Versenyző         | Versenyszám    | Idő      | Hely.    | Össz.    | Idő         | Hely.       | Össz.       | Idő      | Hely.    | Össz.    | Idő     | Helyezés |
| ----------------- | -------------- | -------- | -------- | -------- | ----------- | ----------- | ----------- | -------- | -------- | -------- | ------- | -------- |
| Tomonaga Josiharu | 400 m          | 47,01    | 2.       | 33.**    | 46,92       | 6.          | 29.*        | kiesett  | kiesett  | kiesett  | kiesett | kiesett  |
| Szavaki Keiszuke  | 10 000 m       | 29:29,0  | 12.      | 34.      |             |             |             |          |          |          | kiesett | kiesett  |
| Szavaki Keiszuke  | 5000 m         | 13:44,8  | 7.       | 22.      |             |             |             |          |          |          | kiesett | kiesett  |
| Kojama Takaharu   | 5000 m         | 14:12,6  | 8.       | 44.      |             |             |             |          |          |          | kiesett | kiesett  |
| Kojama Takaharu   | 3000 m akadály | 8:29,8   | 3.       | 6.       |             |             |             |          |          |          | 8:37,66 | 9.       |
| Takeucsi Akira    | 3000 m akadály | 8:40,4   | 5.       | 26.      |             |             |             |          |          |          | kiesett | kiesett  |
| Uszami Akio       | 10 000 m       | 29:24,8  | 10.      | 33.      |             |             |             |          |          |          | kiesett | kiesett  |
| Uszami Akio       | Maraton        |          |          |          |             |             |             |          |          |          | 2:18:58 | 12.      |
| Kimihara Kendzsi  | Maraton        |          |          |          |             |             |             |          |          |          | 2:16:27 | 5.       |
| Unetani Josiaki   | Maraton        |          |          |          |             |             |             |          |          |          | 2:25:59 | 36.      |

| Versenyző         | Versenyszám   | Selejtező | Selejtező | Döntő    | Döntő    |
| Versenyző         | Versenyszám   | Eredmény  | Helyezés  | Eredmény | Helyezés |
| ----------------- | ------------- | --------- | --------- | -------- | -------- |
| Szugioka Kunijosi | Magasugrás    | 206 cm    | 31.       | kiesett  | kiesett  |
| Tomizava Hidehiko | Magasugrás    | 215 cm    | 18.       | 205 cm   | 19.      |
| Kavagoe Takajosi  | Távolugrás    | 747 cm    | 28.       | kiesett  | kiesett  |
| Gusiken Kószei    | Hármasugrás   | 16,19 m   | 14.       | kiesett  | kiesett  |
| Inoue Tosiaki     | Hármasugrás   | 16,49 m   | 5.        | 15,88 m  | 12.      |
| Muraki Jukito     | Hármasugrás   | 15,59 m   | 26.       | kiesett  | kiesett  |
| Isida Josihisza   | Kalapácsvetés | 63,82 m   | 25.       | kiesett  | kiesett  |
| Murofusi Sigenobi | Kalapácsvetés | 67,26 m   | 12.       | 70,88 m  | 8.       |
| Szugavara Takeo   | Kalapácsvetés | 66,50 m   | 18.       | 64,70 m  | 20.      |

Női
| Versenyző       | Versenyszám | Selejtező | Selejtező | Döntő    | Döntő    |
| Versenyző       | Versenyszám | Eredmény  | Helyezés  | Eredmény | Helyezés |
| --------------- | ----------- | --------- | --------- | -------- | -------- |
| Inaoka Micsijo  | Magasugrás  | 165 cm    | 33.*      | kiesett  | kiesett  |
| Jama Mihoko     | Magasugrás  | 165 cm    | 35.*      | kiesett  | kiesett  |
| Jamasita Hiroko | Távolugrás  | 614 cm    | 21.       | kiesett  | kiesett  |

* - egy másik versenyzővel azonos időt/eredményt ért el

** - három másik versenyzővel azonos időt ért el

## Birkózás
Kötöttfogású
| Versenyző         | Versenyszám | 1. forduló                         | 2. forduló                          | 3. forduló                          | 4. forduló                          | 5. forduló                    | 6. forduló                   | 7. forduló        | Döntő                                                                                        | Helyezés    |
| Versenyző         | Versenyszám | Ellenfél Eredmény                  | Ellenfél Eredmény                   | Ellenfél Eredmény                   | Ellenfél Eredmény                   | Ellenfél Eredmény             | Ellenfél Eredmény            | Ellenfél Eredmény | Ellenfél Eredmény                                                                            | Helyezés    |
| ----------------- | ----------- | ---------------------------------- | ----------------------------------- | ----------------------------------- | ----------------------------------- | ----------------------------- | ---------------------------- | ----------------- | -------------------------------------------------------------------------------------------- | ----------- |
| Isida Kazuharu    | 48 kg       | Günter Maas (FRG) · 0.5-3.5        | Raimo Hirvonen (FIN) · 3-1          | erőnyerő                            | Rahin Aliabadi (IRI) · 0.5-3.5      | Sztefan Angelov (BUL) · 3-1   |                              |                   | kiesett                                                                                      | 5.          |
| Hirajama Kóicsiró | 52 kg       | Giuseppe Bognanni (ITA) · 1-3      | Leonel Duarte (POR) · kétvállas     | Vitalij Konsztantyinyov (URS) · 1-3 | Boško Marinko (YUG) · kétvállas     | Doncsecz József (HUN) · 1-3   |                              |                   | 2. mérkőzés · Petar Kirov (BUL) · kizárták · Hozott eredmény · Giuseppe Bognanni (ITA) · 1-3 |             |
| Jamamoto Ikuei    | 57 kg       | Firouz Alizadeh (IRI) · kétvállas  | Rogelio Famatid (PHI) · kétvállas   | Per Lindholm (SWE) · 2.5-2.5        | Ion Baciu (ROU) · 3-1               | Rusztam Kazakov (URS) · 3-1   | kiesett                      | kiesett           | kiesett                                                                                      | 7.          |
| Fudzsimoto Hideo  | 62 kg       | Heinz-Helmut Wehling (GDR) · 1-3   | Harry Van Landeghem (BEL) · 0.5-3.5 | Martti Laakso (FIN) · 2-2           | erőnyerő                            | Ion Păun (ROU) · 1-3          | Kazimierz Lipień (POL) · 3-1 |                   | kiesett                                                                                      | 4.          |
| Tanoue Takasi     | 68 kg       | Mohamed Bahamou (MAR) · kétvállas  | Heinz Rhyn (SUI) · kétvállas        | Steer Antal (HUN) · 3-1             | Sreten Damjanović (YUG) · kétvállas | Gian Matteo Ranzi (ITA) · 3-1 | kiesett                      |                   | kiesett                                                                                      | 5.          |
| Date Dzsiicsiró   | 74 kg       | Hegedűs Miklós (HUN) · kétvállas   | Stanisław Krzesiński (POL) · 3-1    | Momir Kecman (YUG) · kétvállas      | kiesett                             | kiesett                       |                              |                   | kiesett                                                                                      | helyezetlen |
| Szató Szadao      | 82 kg       | John Pedersen (DEN) · 1-3          | Frank Hartmann (GDR) · kétvállas    | Milan Nenadić (YUG) · kétvállas     | kiesett                             | kiesett                       |                              |                   | kiesett                                                                                      | helyezetlen |
| Tani Kimucsi      | 90 kg       | Jean-Marie Chardonnens (SUI) · 1-3 | Nicolae Neguţ (ROU) · kétvállas     | Lothar Metz (GDR) · kétvállas       | Valerij Rezancev (URS) · kétvállas  | kiesett                       |                              |                   | kiesett                                                                                      | helyezetlen |
| Szaitó Makoto     | 100 kg      | Nicolae Martinescu (ROU) · 3.5-0.5 | Fredi Albrecht (GDR) · 3-1          | kiesett                             | kiesett                             | kiesett                       |                              |                   | kiesett                                                                                      | helyezetlen |
| Curuta Tomomi     | +100 kg     | Csatári József (HUN) · kétvállas   | Ištvan Semeredi (YUG) · kétvállas   | kiesett                             | kiesett                             |                               |                              |                   | kiesett                                                                                      | helyezetlen |

Szabadfogású
| Versenyző        | Versenyszám | 1. forduló                          | 2. forduló                               | 3. forduló                                   | 4. forduló                     | 5. forduló                           | 6. forduló                      | 7. forduló                  | Döntő | Helyezés    |
| Versenyző        | Versenyszám | Ellenfél Eredmény                   | Ellenfél Eredmény                        | Ellenfél Eredmény                            | Ellenfél Eredmény              | Ellenfél Eredmény                    | Ellenfél Eredmény               | Ellenfél Eredmény           | Ellenfél Eredmény                                                                                          | Helyezés    |
| ---------------- | ----------- | ----------------------------------- | ---------------------------------------- | -------------------------------------------- | ------------------------------ | ------------------------------------ | ------------------------------- | --------------------------- | --- | ----------- |
| Umeda Maszahiko  | 48 kg       | Ion Arapu (ROU) · 1-3               | Roman Dmitrijev (URS) · 3-1              | Csang Dongnjong (Jang Dok-Ryong) (PRK) · 1-3 | Ebrahim Javadi (IRI) · 3-1     |                                      |                                 |                             | kiesett | 6.          |
| Kató Kijomi      | 52 kg       | Mohammad Ghorbani (IRI) · kétvállas | Mohammad Arref (AFG) · kétvállas         | Andrzej Kudelski (POL) · kétvállas           | Gordon Bertie (CAN) · 0.5-3.5  | Sudesh Kumar (IND) · 1-3             | Petre Ciarnău (ROU) · kétvállas |                             | 2. mérkőzés · Kim Gvanghjong (Gim Gwanghyeong) (PRK) · 1-3 · 3. mérkőzés · Arszen Alahvergyiev (URS) · 1-3 |             |
| Janagida Hideaki | 57 kg       | Ernst Hack (AUT) · 0.5-3.5          | Zbigniew Żedzicki (POL) · 0.5-3.5        | An Dzsevon (An Jae-won) (KOR) · kétvállas    | Richard Sanders (USA) · 1-3    | Ivan Shavov (BUL) · 1-3              | Ramezan Kheder (IRI) · 1-3      | Prem Nath (IND) · kétvállas | Hozott eredmény · Richard Sanders (USA) · 1-3                                                              |             |
| Abe Kijosi       | 62 kg       | Ahmad Djan (AFG) · 0.5-3.5          | Gene Davis (USA) · 0.5-3.5               | José Ramos (CUB) · kétvállas                 | Zagalav Abdulbekov (URS) · 3-1 | Samseddin Szajed-Abbaszi (IRI) · 1-3 | Vehbi Akdağ (TUR) · 1-3         |                             | kiesett | 4.          |
| Vada Kikuo       | 68 kg       | Joseph Gilligan (GBR) · kétvállas   | Włodzimierz Cieślak (POL) · 1-3          | Klaus Rost (FRG) · 0.5-3.5                   | Dan Gable (USA) · 3-1          | erőnyerő                             |                                 |                             | 1. mérkőzés · Ruszlan Asuralijev (URS) · 1-3 · Hozott eredmény · Dan Gable (USA) · 3-1                     |             |
| Josida Tositada  | 74 kg       | Francisco Lebeque (CUB) · kizárták  | Manszur Barzegar (IRI) · 3.5-0.5         | kiesett                                      | kiesett                        | kiesett                              | kiesett                         |                             | kiesett | helyezetlen |
| Szaszaki Tacuo   | 82 kg       | Ali Hagilou (IRI) · 2-2             | Harishchandra Birajdar (IND) · kétvállas | Jimmy Martinetti (SUI) · 1-3                 | Ivan Iliev (BUL) · 1-3         | Horst Stottmeister (GDR) · 2-2       | kiesett                         |                             | kiesett | 5.          |
| Kamada Makoto    | 90 kg       | Bajkó Károly (HUN) · kétvállas      | Reza Khorrami (IRI) · 3-1                | kiesett                                      | kiesett                        | kiesett                              | kiesett                         |                             | kiesett | helyezetlen |
| Jada Sizuo       | 100 kg      | Harry Geris (CAN) · kétvállas       | Bruno Jutzeler (SUI) · kétvállas         | kiesett                                      | kiesett                        | kiesett                              |                                 |                             | kiesett | helyezetlen |
| Iszogai Jorihide | +100 kg     | Stanisław Makowiecki (POL) · 3-1    | Miguel Zambrano (PER) · 1-3              | Christopher Taylor (USA) · kétvállas         | kiesett                        | kiesett                              |                                 |                             | kiesett | helyezetlen |

## Cselgáncs
| Versenyző          | Versenyszám  | Csoport | Selejtező         | 1. forduló                                      | 2. forduló                                  | 3. forduló                    | 4. forduló                         | Vigaszág 1. forduló | Vigaszág 2. forduló         | Vigaszág 3. forduló             | Elődöntő                            | Döntő                               | Helyezés |
| Versenyző          | Versenyszám  | Csoport | Ellenfél Eredmény | Ellenfél Eredmény                               | Ellenfél Eredmény                           | Ellenfél Eredmény             | Ellenfél Eredmény                  | Ellenfél Eredmény   | Ellenfél Eredmény           | Ellenfél Eredmény               | Ellenfél Eredmény                   | Ellenfél Eredmény                   | Helyezés |
| ------------------ | ------------ | ------- | ----------------- | ----------------------------------------------- | ------------------------------------------- | ----------------------------- | ---------------------------------- | ------------------- | --------------------------- | ------------------------------- | ----------------------------------- | ----------------------------------- | -------- |
| Kavagucsi Takao    | Könnyűsúly   | A       |                   | Cseng Csi-hsziang (Cheng Chi-Hsiang) (ROC) · GY | Han Szongcshol (Han Seong-cheol) (KOR) · GY | Bakhvain Buyadaa (MGL) · GY   | Wolfram Koppen (FRG) · GY          |                     |                             |                                 | Kim Jongik (Kim Yong-ik) (PRK) · GY | Bakhvain Buyadaa (MGL) · kizárták   |          |
| Nomura Tojokazu    | Váltósúly    | B       |                   | erőnyerő                                        | Vang Zsung-hszi (Wang Jong-She) (ROC) · GY  | Hetényi Antal (HUN) · GY      | Antoni Zajkowski (POL) · GY        |                     |                             |                                 | Anatolij Novikov (URS) · GY         | Antoni Zajkowski (POL) · GY         |          |
| Szekine Sinobu     | Középsúly    | B       | erőnyerő          | Orlando Ferreira (POR) · GY                     | Ipacs László (HUN) · GY                     | Garrick Littlewood (NZL) · GY | O Szungnip (O Seung-nip) (KOR) · V |                     |                             | Lutz Lischka (AUT) · GY         | Brian Jacks (GBR) · GY              | O Szungnip (O Seung-nip) (KOR) · GY |          |
| Szaszahara Fumio   | Félnehézsúly | A       |                   | Barry Johnson (AUS) · GY                        | Sota Csocsisvili (URS) · V                  | kiesett                       | kiesett                            |                     |                             |                                 |                                     |                                     | 13.      |
| Nisimura Motoki    | Nehézsúly    | A       |                   | erőnyerő                                        | Pierre Paris (SUI) · GY                     | Givi Onasvili (URS) · V       |                                    |                     | M'Bagnick M'Bodj (SEN) · GY | Jean-Claude Brondani (FRA) · GY | Wim Ruska (NED) · V                 | kiesett                             |          |
| Sinomaki Maszatosi | Nyílt        | B       |                   | Santiago Ojeda (ESP) · GY                       | Antonio Gallina (ARG) · GY                  | Klaus Glahn (FRG) · V         | kiesett                            |                     |                             |                                 |                                     |                                     | 11.      |

## Evezés
| Versenyző              | Versenyszám  | Előfutam | Előfutam | Vigaszág | Vigaszág | Elődöntő | Elődöntő | Döntő   | Döntő   | Döntő   | Helyezés    |
| Versenyző              | Versenyszám  | Idő      | Hely.    | Idő      | Hely.    | Idő      | Hely.    | Típus   | Idő     | Hely.   | Helyezés    |
| ---------------------- | ------------ | -------- | -------- | -------- | -------- | -------- | -------- | ------- | ------- | ------- | ----------- |
| Okamoto Hideo          | Egypárevezős | 8:20,82  | 5.       | 8:27,36  | 4.       | kiesett  | kiesett  | kiesett | kiesett | kiesett | helyezetlen |
| Itó Cugio Minato Josio | Kétpárevezős | 7:17,51  | 4.       | 7:09,73  | 3.       | kiesett  | kiesett  | kiesett | kiesett | kiesett | helyezetlen |

## Íjászat
| Versenyző         | Versenyszám  | 1. forduló | 1. forduló | 2. forduló | 2. forduló | Összesítés | Összesítés |
| Versenyző         | Versenyszám  | Pont       | Hely.      | Pont       | Hely.      | Pont       | Helyezés   |
| ----------------- | ------------ | ---------- | ---------- | ---------- | ---------- | ---------- | ---------- |
| Hibino Szeidzsi   | Férfi egyéni | 1150       | 33.        | 1194       | 18.        | 2344       | 29.        |
| Kadzsikava Hirosi | Férfi egyéni | 1192       | 15.        | 1189       | 22.        | 2381       | 19.        |
| Nakamoto Sindzsi  | Férfi egyéni | 1124       | 42.        | 1163       | 34.        | 2287       | 38.        |
| Akijama Josiko    | Női egyéni   | 1162       | 15.        | 1139       | 20.        | 2301       | 17.        |

## Kajak-kenu

### Síkvízi
Férfi
| Versenyző                    | Versenyszám        | Előfutam | Előfutam | Előfutam | Vigaszág | Vigaszág | Vigaszág | Elődöntő | Elődöntő | Elődöntő | Döntő   | Döntő    |
| Versenyző                    | Versenyszám        | Idő      | Hely.    | Össz.    | Idő      | Hely.    | Össz.    | Idő      | Hely.    | Össz.    | Idő     | Helyezés |
| ---------------------------- | ------------------ | -------- | -------- | -------- | -------- | -------- | -------- | -------- | -------- | -------- | ------- | -------- |
| Szató Tadamasza              | Kajak egyes 1000 m | 4:27,78  | 8.       | 23.      | 4:11,48  | 5.       | 12.      | kiesett  | kiesett  | kiesett  | kiesett | kiesett  |
| Jamagucsi Tecumasza          | Kenu egyes 1000 m  | 4:53,66  | 5.       | 10.      | 4:36,34  | 7.       | 7.       |          |          |          | kiesett | kiesett  |
| Hata Micuhide Nakanisi Micuo | Kenu kettes 1000 m | 4:34,13  | 7.       | 14.      | 4:10,14  | 5.       | 9.       | kiesett  | kiesett  | kiesett  | kiesett | kiesett  |

### Szlalom
Férfi
| Versenyző   | Versenyszám | Döntő    | Döntő    | Döntő            | Döntő            | Döntő         | Helyezés |
| Versenyző   | Versenyszám | 1. futam | 1. futam | 2. futam         | 2. futam         | Jobb eredmény | Helyezés |
| Versenyző   | Versenyszám | Pont     | Hely.    | Pont             | Hely.            | Pont          | Helyezés |
| ----------- | ----------- | -------- | -------- | ---------------- | ---------------- | ------------- | -------- |
| Okada Sóken | Kajak egyes | 496,78   | 34.      | nem állt rajthoz | nem állt rajthoz | 496,78        | 36.      |

## Kerékpározás

### Pálya-kerékpározás
Sprintverseny
| Versenyző     | Versenyszám  | 1. forduló                                                   | 1. forduló | Vigaszág                                                       | Vigaszág | 2. forduló                                       | 2. forduló | Vigaszág                                           | Vigaszág | Nyolcaddöntő           | Nyolcaddöntő | Vigaszág selejtező     | Vigaszág selejtező | Vigaszág döntő       | Vigaszág döntő | Negyeddöntő          | Elődöntő             | Döntő                | Helyezés    |
| Versenyző     | Versenyszám  | Ellenfelek Győztes idő                                       | Hely.      | Ellenfelek Győztes idő                                         | Hely.    | Ellenfelek Győztes idő                           | Hely.      | Ellenfelek Győztes idő                             | Hely.    | Ellenfelek Győztes idő | Hely.        | Ellenfelek Győztes idő | Hely.              | Ellenfél Győztes idő | Hely.          | Ellenfél Győztes idő | Ellenfél Győztes idő | Ellenfél Győztes idő | Helyezés    |
| ------------- | ------------ | ------------------------------------------------------------ | ---------- | -------------------------------------------------------------- | -------- | ------------------------------------------------ | ---------- | -------------------------------------------------- | -------- | ---------------------- | ------------ | ---------------------- | ------------------ | -------------------- | -------------- | -------------------- | -------------------- | -------------------- | ----------- |
| Csó Josikazu  | Férfi egyéni | Gérard Quintyn (FRA) · Jeffrey Spencer (USA) · 11,40         | 2.         | Félix Suárez (ESP) · Hszü Ming-fa (Shue Ming-Fa) (ROC) · 11,17 | 1.       | Karl Köther (FRG) · Massimo Marino (ITA) · 11,37 | 2.         | Peter van Doorn (NED) · Edward McRae (CAN) · 11,74 | 2.       | kiesett                | kiesett      | kiesett                | kiesett            | kiesett              | kiesett        | kiesett              | kiesett              | kiesett              | helyezetlen |
| Numata Jaicsi | Férfi egyéni | Peter van Doorn (NED) · Ahmed Abdussal Gariani (LIB) · 11,58 | 2.         | Honson Chin (JAM) · 11,90                                      | 2.       | kiesett                                          | kiesett    | kiesett                                            | kiesett  | kiesett                | kiesett      | kiesett                | kiesett            | kiesett              | kiesett        | kiesett              | kiesett              | kiesett              | helyezetlen |

Időfutam
| Versenyző       | Versenyszám  | Idő     | Helyezés |
| --------------- | ------------ | ------- | -------- |
| Macuda Takafumi | Férfi egyéni | 1:10,00 | 20.      |

Tandem
| Versenyző                  | Versenyszám     | 1. forduló                                                    | Vigaszág selejtező                                              | Vigaszág selejtező | Vigaszág döntő         | Vigaszág döntő | Negyeddöntő          | Elődöntő             | Döntő                | Helyezés    |
| Versenyző                  | Versenyszám     | Ellenfél Győztes idő                                          | Ellenfél Győztes idő                                            | Hely.              | Ellenfelek Győztes idő | Hely.          | Ellenfél Győztes idő | Ellenfél Győztes idő | Ellenfél Győztes idő | Helyezés    |
| -------------------------- | --------------- | ------------------------------------------------------------- | --------------------------------------------------------------- | ------------------ | ---------------------- | -------------- | -------------------- | -------------------- | -------------------- | ----------- |
| Csó Josikazu Numata Jaicsi | Férfi kétüléses | Franciaország (FRA) · Daniel Morelon · Pierre Trentin · 10,42 | Nagy-Britannia (GBR) · Geoffrey Cooke · David Rowe · idő nélkül | nem ért célba      | kiesett                | kiesett        | kiesett              | kiesett              | kiesett              | helyezetlen |

## Kézilabda
| Japán férfi kézilabdacsapat-játékoskeret                                                                    | Japán férfi kézilabdacsapat-játékoskeret                                                         |
| --- | ------------------------------------------------------------------------------------------------ |
| - Arigana Súdzsi - Csikamori Kacuhiko - Hajakava Kijokata - Honda Hirosi - Hjókai Maszajuki - Iida Nobujuki | - Kino Minoru - Nakai Takezó - Niimi Tosio - Noda Kijosi - Szaszaki Kenicsi - Simoszato Tosihiko |

### Eredmények
Csoportkör
D csoport
| Csapat                 | M | Gy | D | V | G+ | G– | Gk  | P |
| ---------------------- | - | -- | - | - | -- | -- | --- | - |
| Jugoszlávia (YUG)      | 3 | 3  | 0 | 0 | 63 | 45 | +18 | 6 |
| Magyarország (HUN)     | 3 | 2  | 0 | 1 | 64 | 45 | +19 | 4 |
| Japán (JPN)            | 3 | 1  | 0 | 2 | 46 | 56 | –10 | 2 |
| Egyesült Államok (USA) | 3 | 0  | 0 | 3 | 46 | 73 | –27 | 0 |

| 1972. augusztus 30. | Jugoszlávia (YUG) | 20 – 14 | Japán (JPN) |  |
| 1972. augusztus 30. | Lavrnić 5         | (11–7)  | Noda 4      |  |
| 1972. augusztus 30. |                   |         |             |  |

| 1972. szeptember 1. | Magyarország (HUN) | 20 – 12 | Japán (JPN)       |  |
| 1972. szeptember 1. | Varga 6            | (10–7)  | Csikamori, Kino 3 |  |
| 1972. szeptember 1. |                    |         |                   |  |

| 1972. szeptember 3. | Japán (JPN) | 20 – 16 | Egyesült Államok (USA) |  |
| 1972. szeptember 3. | Iida 7      | (9–9)   | Abrahamson, Rogers 4   |  |
| 1972. szeptember 3. |             |         |                        |  |

A 9–12. helyért
| 1972. szeptember 7. | Norvégia (NOR) | 19 – 17 | Japán (JPN) |  |
| 1972. szeptember 7. | T. Hansen 5    | (8–9)   | Arinaga 5   |  |
| 1972. szeptember 7. |                |         |             |  |

A 11. helyért
| 1972. szeptember 9. | Izland (ISL)    | 18 – 19 | Japán (JPN)     |  |
| 1972. szeptember 9. | Hallsteinsson 7 | (12–11) | három játékos 4 |  |
| 1972. szeptember 9. |                 |         |                 |  |

| Csapat      | Helyezés |
| ----------- | -------- |
| Japán (JPN) | 11.      |

## Kosárlabda
| Japán férfi kosárlabdacsapat-játékoskeret                                                         | Japán férfi kosárlabdacsapat-játékoskeret                                                                       |
| ------------------------------------------------------------------------------------------------- | --- |
| - Abe Sigeaki - Csigusza Nobuo - Hattori Nobuo - Mori Szatosi - Numata Hirofumi - Szakai Kazufumi | - Szóda Kendzsi - Szomatomo Acusi - Szugita Kacuhiko - Tanigucsi Maszamoto - Jokojama Kunihiko - Josikava Mineo |

### Eredmények
Csoportkör
A csoport
| Csapat                 | M | Gy | V | P+  | P–  | Pk   |
| ---------------------- | - | -- | - | --- | --- | ---- |
| Egyesült Államok (USA) | 7 | 7  | 0 | 542 | 312 | +230 |
| Kuba (CUB)             | 7 | 6  | 1 | 560 | 445 | +115 |
| Brazília (BRA)         | 7 | 4  | 3 | 561 | 490 | +71  |
| Csehszlovákia (TCH)    | 7 | 4  | 3 | 493 | 489 | +4   |
| Spanyolország (ESP)    | 7 | 3  | 4 | 486 | 500 | –14  |
| Ausztrália (AUS)       | 7 | 3  | 4 | 523 | 524 | –1   |
| Japán (JPN)            | 7 | 1  | 6 | 442 | 643 | –201 |
| Egyiptom (EGY)         | 7 | 0  | 7 | 440 | 644 | –204 |

| 1972. augusztus 27. 14:30 | Japán (JPN) | 55 – 110 | Brazília (BRA) |  |
| 1972. augusztus 27. 14:30 | (35–55)     |          |                |  |

| 1972. augusztus 28. 18:30 | Japán (JPN) | 61 – 74 | Csehszlovákia (TCH) |  |
| 1972. augusztus 28. 18:30 | (34–27)     |         |                     |  |

| 1972. augusztus 29. 14:30 | Japán (JPN) | 78 – 73 | Egyiptom (EGY) |  |
| 1972. augusztus 29. 14:30 | (31–46)     |         |                |  |

| 1972. augusztus 30. 14:30 | Japán (JPN) | 76 – 92 | Ausztrália (AUS) |  |
| 1972. augusztus 30. 14:30 | (36–45)     |         |                  |  |

| 1972. szeptember 1. 18:30 | Japán (JPN) | 76 – 87 | Spanyolország (ESP) |  |
| 1972. szeptember 1. 18:30 | (47–45)     |         |                     |  |

| 1972. szeptember 2. 14:30 | Japán (JPN) | 63 – 108 | Kuba (CUB) |  |
| 1972. szeptember 2. 14:30 | (34–51)     |          |            |  |

| 1972. szeptember 3. 9:00 | Japán (JPN) | 33 – 99 | Egyesült Államok (USA) |  |
| 1972. szeptember 3. 9:00 | (18–51)     |         |                        |  |

A 13–16. helyért
| 1972. szeptember 6. 20:00 | Japán (JPN) | 70 – 67 | Szenegál (SEN) |  |
| 1972. szeptember 6. 20:00 | (34–39)     |         |                |  |

A 13. helyért
| 1972. szeptember 8. 15:00 | Fülöp-szigetek (PHI) | 82 – 73 | Japán (JPN) |  |
| 1972. szeptember 8. 15:00 | (34–38)              |         |             |  |

| Csapat      | Helyezés |
| ----------- | -------- |
| Japán (JPN) | 14.      |

## Lovaglás
Díjlovaglás
| Versenyző    | Ló         | Versenyszám | Selejtező | Selejtező | Döntő   | Döntő    |
| Versenyző    | Ló         | Versenyszám | Pont      | Hely.     | Pont    | Helyezés |
| ------------ | ---------- | ----------- | --------- | --------- | ------- | -------- |
| Inoue Kikuko | Don Carlos | Egyéni      | 1313      | 32.       | kiesett | kiesett  |

Díjugratás
| Versenyző                                                               | Ló                               | Versenyszám | 1. forduló | 1. forduló | 2. forduló | 2. forduló | Összesen | Összesen |
| Versenyző                                                               | Ló                               | Versenyszám | Pont       | Hely.      | Pont       | Hely.      | Pont     | Helyezés |
| ----------------------------------------------------------------------- | -------------------------------- | ----------- | ---------- | ---------- | ---------- | ---------- | -------- | -------- |
| Fukusima Tadasi                                                         | Anke                             | Egyéni      | 24,00      | 43.        | kiesett    | kiesett    | 24,00    | 43.      |
| Szugitani Maszajaszu                                                    | Seraphina                        | Egyéni      | 24,00      | 43.        | kiesett    | kiesett    | 24,00    | 43.      |
| Takeda Cunekazu                                                         | Josephine                        | Egyéni      | 23,00      | 42.        | kiesett    | kiesett    | 23,00    | 42.      |
| Fukusima Tadasi Szugitani Maszajaszu Takamija Terucsijo Takeda Cunekazu | Anke Seraphina Alladin Josephine | Csapat      | 184,25     | 16.        | kiesett    | kiesett    | 184,25   | 16.      |

## Műugrás
Férfi
| Versenyző        | Versenyszám        | Selejtező | Selejtező | Döntő   | Döntő    |
| Versenyző        | Versenyszám        | Pont      | Helyezés  | Pont    | Helyezés |
| ---------------- | ------------------ | --------- | --------- | ------- | -------- |
| Juasza Dzsundzsi | Egyéni műugrás     | 316,95    | 24.       | kiesett | kiesett  |
| Juasza Dzsundzsi | Egyéni toronyugrás | 276,00    | 19.       | kiesett | kiesett  |

Női
| Versenyző          | Versenyszám        | Selejtező | Selejtező | Döntő   | Döntő    |
| Versenyző          | Versenyszám        | Pont      | Helyezés  | Pont    | Helyezés |
| ------------------ | ------------------ | --------- | --------- | ------- | -------- |
| Kubo Taeko         | Egyéni műugrás     | 236,25    | 24.*      | kiesett | kiesett  |
| Ószaki-Ócubo Keiko | Egyéni toronyugrás | 168,24    | 23.       | kiesett | kiesett  |

* - egy másik versenyzővel azonos eredményt ért el

## Ökölvívás
| Versenyző        | Versenyszám  | Selejtező                    | 32-es főtábla                    | Nyolcaddöntő                     | Negyeddöntő               | Elődöntő          | Döntő             | Helyezés |
| Versenyző        | Versenyszám  | Ellenfél Eredmény            | Ellenfél Eredmény                | Ellenfél Eredmény                | Ellenfél Eredmény         | Ellenfél Eredmény | Ellenfél Eredmény | Helyezés |
| ---------------- | ------------ | ---------------------------- | -------------------------------- | -------------------------------- | ------------------------- | ----------------- | ----------------- | -------- |
| Aragaki Josimicu | Papírsúly    |                              | Asen Nikolov (BUL) · 0-5         | kiesett                          | kiesett                   | kiesett           | kiesett           | 17.      |
| Nagai Fudzsio    | Légsúly      | Renato Fortaleza (PHI) · 4-1 | Douglas Rodríguez (CUB) · 0-5    | kiesett                          | kiesett                   | kiesett           | kiesett           | 17.      |
| Kobajasi Kazuo   | Pehelysúly   | erőnyerő                     | Pat Ryan (NZL) · 4-1             | Pasqualino Morbidelli (ITA) · KO | Botos András (HUN) · 1-4  | kiesett           | kiesett           | 5.       |
| Sinohara Kjódzsi | Kisváltósúly |                              | Fekrou Gabreselassie (ETH) · 5-0 | Laudiel Negrón (PUR) · 4-1       | Issaka Daboré (NIG) · 2-3 | kiesett           | kiesett           | 5.       |

## Öttusa
| Versenyző                                 | Versenyszám | Lovaglás | Lovaglás | Lovaglás | Vívás    | Vívás | Vívás | Lövészet | Lövészet | Lövészet | Úszás  | Úszás | Úszás | Futás   | Futás | Futás | Összesen    | Összesen |
| Versenyző                                 | Versenyszám | Idő      | Pont     | Hely.    | Eredmény | Pont  | Hely. | Pontszám | Pont     | Hely.    | Idő    | Pont  | Hely. | Idő     | Pont  | Hely. | Összes pont | Helyezés |
| ----------------------------------------- | ----------- | -------- | -------- | -------- | -------- | ----- | ----- | -------- | -------- | -------- | ------ | ----- | ----- | ------- | ----- | ----- | ----------- | -------- |
| Kubo Akira                                | Egyéni      | 2:58,7   | 860      | 53.      | 24–34    | 677   | 42.   | 190      | 912      | 19.      | 4:09,3 | 880   | 55.   | 14:01,1 | 1042  | 36.   | 4371        | 49.      |
| Makihira Júszó                            | Egyéni      | 2:29,3   | 1005     | 27.      | 28–30    | 753   | 31.   | 182      | 736      | 43.      | 4:09,6 | 876   | 56.   | 13:04,9 | 1213  | 7.    | 4583        | 33.      |
| Szakano Maszaru                           | Egyéni      | 2:20,1   | 1050     | 19.      | 19–39    | 582   | 53.   | 187      | 846      | 32.      | 3:57,6 | 972   | 43.   | 13:06,1 | 1177  | 8.    | 4627        | 31.      |
| Kubo Akira Makihira Júszó Szakano Maszaru | Csapat      |          | 2915     | 14.      |          | 2000  | 18.   |          | 2494     | 9.       |        | 2728  | 17.   |         | 3432  | 4.    | 13569       | 13.      |

## Röplabda

### Férfi
| Japán férfi röplabdacsapat-játékoskeret                                                                  | Japán férfi röplabdacsapat-játékoskeret                                                              |
| --- | --- |
| - Nogucsi Jaszuhiro - Nakamura Júzó - Fukao Josihide - Morita Dzsungo - Nekoda Kacutosi - Kimura Kendzsi | - Simaoka Kendzsi - Minami Maszajuki - Óko Szeidzsi - Jokota Tadajosi - Nisimoto Tecuo - Szató Tecuo |

#### Eredmények
Csoportkör
B csoport
|                |      | Mérkőzések | Mérkőzések | Szettek | Szettek | Szettek | Pontok | Pontok | Pontok |
| Csapat         | Pont | Gy         | V          | Sz+     | Sz–     | SzA     | P+     | P–     | PA     |
| -------------- | ---- | ---------- | ---------- | ------- | ------- | ------- | ------ | ------ | ------ |
| Japán (JPN)    | 10   | 5          | 0          | 15      | 0       | MAX     | 225    | 95     | 2,368  |
| NDK (GDR)      | 9    | 4          | 1          | 12      | 4       | 3,000   | 200    | 162    | 1,235  |
| Románia (ROU)  | 7    | 2          | 3          | 8       | 9       | 0,889   | 201    | 213    | 0,944  |
| Brazília (BRA) | 7    | 2          | 3          | 9       | 13      | 0,692   | 273    | 280    | 0,975  |
| Kuba (CUB)     | 7    | 2          | 3          | 6       | 13      | 0,462   | 212    | 254    | 0,835  |
| NSZK (FRG)     | 5    | 0          | 5          | 4       | 15      | 0,267   | 163    | 270    | 0,604  |

| 1972. augusztus 28. 14:00 | Románia (ROU)      | 0 – 3 | Japán (JPN) |  |
| 1972. augusztus 28. 14:00 | (4–15, 5–15, 6–15) |       |             |  |

| 1972. augusztus 30. 14:00 | Kuba (CUB)          | 0 – 3 | Japán (JPN) |  |
| 1972. augusztus 30. 14:00 | (10–15, 9–15, 5–15) |       |             |  |

| 1972. szeptember 1. 14:00 | Japán (JPN)        | 3 – 0 | NDK (GDR) |  |
| 1972. szeptember 1. 14:00 | (15–4, 15–2, 15–6) |       |           |  |

| 1972. szeptember 3. 14:00 | Japán (JPN)          | 3 – 0 | Brazília (BRA) |  |
| 1972. szeptember 3. 14:00 | (15–7, 15–13, 15–11) |       |                |  |

| 1972. szeptember 5. 15:30 | NSZK (FRG)         | 0 – 3 | Japán (JPN) |  |
| 1972. szeptember 5. 15:30 | (3–15, 6–15, 4–15) |       |             |  |

Elődöntő
| 1972. szeptember 8. 15:30 | Bulgária (BUL)                   | 2 – 3 | Japán (JPN) |  |
| 1972. szeptember 8. 15:30 | (15–13, 15–9, 9–15, 9–15, 12–15) |       |             |  |

Döntő
| 1972. szeptember 9. 21:00 | NDK (GDR)                   | 1 – 3 | Japán (JPN) |  |
| 1972. szeptember 9. 21:00 | (15–11, 2–15, 10–15, 10–15) |       |             |  |

| Csapat      | Helyezés |
| ----------- | -------- |
| Japán (JPN) |          |

### Női
| Japán női röplabdacsapat-játékoskeret                                                                | Japán női röplabdacsapat-játékoskeret                                                             |
| --- | ------------------------------------------------------------------------------------------------- |
| - Jamazaki Jaeko - Macumura Kacumi - Hama Keiko - Furukava Makiko - Okamoto Mariko - Siokava Micsiko | - Jamasita Noriko - Simakage Szeiko - Oinuma Szumie - Iida Takako - Sirai Takako - Ivahara Tojoko |

#### Eredmények
Csoportkör
B csoport
|                     |      | Mérkőzések | Mérkőzések | Szettek | Szettek | Szettek | Pontok | Pontok | Pontok |
| Csapat              | Pont | Gy         | V          | Sz+     | Sz–     | SzA     | P+     | P–     | PA     |
| ------------------- | ---- | ---------- | ---------- | ------- | ------- | ------- | ------ | ------ | ------ |
| Japán (JPN)         | 6    | 3          | 0          | 9       | 0       | MAX     | 136    | 56     | 2,429  |
| Észak-Korea (PRK)   | 5    | 2          | 1          | 6       | 3       | 2,000   | 119    | 76     | 1,566  |
| Kuba (CUB)          | 4    | 1          | 2          | 3       | 7       | 0,429   | 73     | 140    | 0,521  |
| Csehszlovákia (TCH) | 3    | 0          | 3          | 1       | 9       | 0,111   | 85     | 141    | 0,603  |

| 1972. augusztus 28. 21:00 | Japán (JPN)        | 3 – 0 | Csehszlovákia (TCH) |  |
| 1972. augusztus 28. 21:00 | (15–1, 15–7, 15–9) |       |                     |  |

| 1972. augusztus 30. 15:30 | Kuba (CUB)         | 0 – 3 | Japán (JPN) |  |
| 1972. augusztus 30. 15:30 | (2–15, 3–15, 5–15) |       |             |  |

| 1972. szeptember 1. 21:00 | Japán (JPN)         | 3 – 0 | Észak-Korea (PRK) |  |
| 1972. szeptember 1. 21:00 | (15–3, 15–2, 16–14) |       |                   |  |

Elődöntő
| 1972. szeptember 3. 15:30 | Dél-Korea (KOR)    | 0 – 3 | Japán (JPN) |  |
| 1972. szeptember 3. 15:30 | (3–15, 5–15, 9–15) |       |             |  |

Döntő
| 1972. szeptember 7. 21:00 | Japán (JPN)                       | 2 – 3 | Szovjetunió (URS) |  |
| 1972. szeptember 7. 21:00 | (11–15, 15–4, 11–15, 15–9, 11–15) |       |                   |  |

| Csapat      | Helyezés |
| ----------- | -------- |
| Japán (JPN) |          |

## Sportlövészet
Nyílt
| Versenyző          | Versenyszám           | Pont | Helyezés |
| ------------------ | --------------------- | ---- | -------- |
| Kamacsi Takeo      | Gyorstüzelő pisztoly  | 580  | 33.      |
| Kubo Kandzsi       | Gyorstüzelő pisztoly  | 582  | 30.      |
| Tasiro Sigetosi    | Szabadpisztoly        | 546  | 22.      |
| Josikava Josihisza | Szabadpisztoly        | 545  | 25.      |
| Szugita Takesi     | Sportpuska, fekvő     | 583  | 82.      |
| Itó Minoru         | Sportpuska, fekvő     | 589  | 59.      |
| Itó Minoru         | Sportpuska, összetett | 1124 | 41.      |

## Súlyemelés
| Versenyző         | Versenyszám | Nyomás                   | Nyomás                   | Szakítás | Szakítás | Lökés    | Lökés    | Összesen | Helyezés |
| Versenyző         | Versenyszám | Eredmény                 | Helyezés                 | Eredmény | Helyezés | Eredmény | Helyezés | Összesen | Helyezés |
| ----------------- | ----------- | ------------------------ | ------------------------ | -------- | -------- | -------- | -------- | -------- | -------- |
| Szaitó Kjúdzsiró  | 52 kg       | 95,0                     | 13.                      | 90,0     | 11.      | 110,0    | 14.      | 295,0    | 12.      |
| Szaszaki Tecuhide | 52 kg       | 105,0                    | 4.                       | 97,5     | 3.       | 120,0    | 8.       | 322,5    | 4.       |
| Miki Kódzsi       | 56 kg       | 105,0                    | 16.                      | 112,5    | 1.       | 125,0    | 12.      | 342,5    | 10.      |
| Ono Hirosi        | 56 kg       | 115,0                    | 11.                      | 105,0    | 6.       | 135,0    | 8.       | 355,0    | 7.       |
| Andó Kenkicsi     | 60 kg       | érvényes kísérlet nélkül | érvényes kísérlet nélkül | kiesett  | kiesett  | kiesett  | kiesett  | kiesett  | kiesett  |
| Mijake Josinobu   | 60 kg       | 120,0                    | 8.                       | 120,0    | 2.       | 145,0    | 3.       | 385,0    | 4.       |
| Kató Maszao       | 67,5 kg     | 140,0                    | 8.                       | 120,0    | 9.       | 165,0    | 4.       | 425,0    | 8.       |
| Ono Júszaku       | 67,5 kg     | 135,0                    | 11.                      | 125,0    | 4.       | 157,5    | 10.      | 417,5    | 10.      |
| Gotó Rjóicsi      | 90 kg       | érvényes kísérlet nélkül | érvényes kísérlet nélkül | kiesett  | kiesett  | kiesett  | kiesett  | kiesett  | kiesett  |

## Torna
Férfi
| Versenyző                                                                                  | Versenyszám      | Selejtező | Selejtező | Döntő    | Döntő    |
| Versenyző                                                                                  | Versenyszám      | Pontszám  | Helyezés  | Pontszám | Helyezés |
| ------------------------------------------------------------------------------------------ | ---------------- | --------- | --------- | -------- | -------- |
| Cukahara Micuo                                                                             | Talaj            | 18,90     | 8.        | kiesett  | kiesett  |
| Cukahara Micuo                                                                             | Ugrás            | 17,90     | 71.       | kiesett  | kiesett  |
| Cukahara Micuo                                                                             | Korlát           | 18,85     | 11.       | kiesett  | kiesett  |
| Cukahara Micuo                                                                             | Nyújtó           | 19,65     | 1.        | 19,725   |          |
| Cukahara Micuo                                                                             | Gyűrű            | 19,05     | 5.        | 19,225   |          |
| Cukahara Micuo                                                                             | Lólengés         | 17,90     | 34.       | kiesett  | kiesett  |
| Cukahara Micuo                                                                             | Egyéni összetett | 112,25    | 11.       | 112,775  | 8.       |
| Kaszamacu Sigeru                                                                           | Talaj            | 19,05     | 2.        | 19,025   |          |
| Kaszamacu Sigeru                                                                           | Ugrás            | 18,75     | 6.        | kiesett  | kiesett  |
| Kaszamacu Sigeru                                                                           | Korlát           | 19,25     | 3.        | 19,375   |          |
| Kaszamacu Sigeru                                                                           | Nyújtó           | 19,50     | 3.        | 19,450   |          |
| Kaszamacu Sigeru                                                                           | Gyűrű            | 18,80     | 12.       | kiesett  | kiesett  |
| Kaszamacu Sigeru                                                                           | Lólengés         | 19,05     | 2.        | 18,925   | 4.       |
| Kaszamacu Sigeru                                                                           | Egyéni összetett | 114,40    | 3.        | 113,700  | 5.       |
| Kató Szavao                                                                                | Talaj            | 19,10     | 1.        | 18,750   | 6.       |
| Kató Szavao                                                                                | Ugrás            | 19,00     | 2.        | 18,550   | 4.*      |
| Kató Szavao                                                                                | Korlát           | 19,35     | 1.        | 19,475   |          |
| Kató Szavao                                                                                | Nyújtó           | 19,55     | 2.        | 19,525   |          |
| Kató Szavao                                                                                | Gyűrű            | 19,10     | 3.        | 19,150   | 4.       |
| Kató Szavao                                                                                | Lólengés         | 19,00     | 4.        | 19,000   |          |
| Kató Szavao                                                                                | Egyéni összetett | 115,10    | 1.        | 114,650  |          |
| Kenmocu Eizó                                                                               | Talaj            | 19,05     | 2.        | 18,925   | 4.       |
| Kenmocu Eizó                                                                               | Ugrás            | 18,80     | 4.        | 18,550   | 4.*      |
| Kenmocu Eizó                                                                               | Korlát           | 19,30     | 2.        | 19,250   |          |
| Kenmocu Eizó                                                                               | Nyújtó           | 19,40     | 4.        | 19,350   | 4.       |
| Kenmocu Eizó                                                                               | Gyűrű            | 19,10     | 3.        | 18,950   | 5.*      |
| Kenmocu Eizó                                                                               | Lólengés         | 19,10     | 1.        | 18,950   |          |
| Kenmocu Eizó                                                                               | Egyéni összetett | 114,75    | 2.        | 114,575  |          |
| Nakajama Akinori                                                                           | Talaj            | 19,05     | 2.        | 19,125   |          |
| Nakajama Akinori                                                                           | Ugrás            | 18,60     | 12.       | kiesett  | kiesett  |
| Nakajama Akinori                                                                           | Korlát           | 19,25     | 3.        | 18,875   | 5.       |
| Nakajama Akinori                                                                           | Nyújtó           | 19,25     | 5.        | 19,225   | 5.       |
| Nakajama Akinori                                                                           | Gyűrű            | 19,40     | 1.        | 19,350   |          |
| Nakajama Akinori                                                                           | Lólengés         | 18,70     | 6.        | kiesett  | kiesett  |
| Nakajama Akinori                                                                           | Egyéni összetett | 114,25    | 4.        | 114,325  |          |
| Okamura Teruicsi                                                                           | Talaj            | 18,70     | 12.       | kiesett  | kiesett  |
| Okamura Teruicsi                                                                           | Ugrás            | 18,00     | 54.       | kiesett  | kiesett  |
| Okamura Teruicsi                                                                           | Korlát           | 18,75     | 14.       | kiesett  | kiesett  |
| Okamura Teruicsi                                                                           | Nyújtó           | 18,85     | 10.       | kiesett  | kiesett  |
| Okamura Teruicsi                                                                           | Gyűrű            | 18,90     | 9.        | kiesett  | kiesett  |
| Okamura Teruicsi                                                                           | Lólengés         | 18,00     | 29.       | kiesett  | kiesett  |
| Okamura Teruicsi                                                                           | Egyéni összetett | 111,20    | 14.       | 112,050  | 11.      |
| Cukahara Micuo Kaszamacu Sigeru Kató Szavao Kenmocu Eizó Nakajama Akinori Okamura Teruicsi | Csapat összetett |           |           | 571,25   |          |

Női
| Versenyző                                                                                                   | Versenyszám      | Selejtező | Selejtező | Döntő    | Döntő    |
| Versenyző                                                                                                   | Versenyszám      | Pontszám  | Helyezés  | Pontszám | Helyezés |
| --- | ---------------- | --------- | --------- | -------- | -------- |
| Hanjú Kazue                                                                                                 | Talaj            | 17,65     | 62.       | kiesett  | kiesett  |
| Hanjú Kazue                                                                                                 | Ugrás            | 17,90     | 46.       | kiesett  | kiesett  |
| Hanjú Kazue                                                                                                 | Felemás korlát   | 18,00     | 49.       | kiesett  | kiesett  |
| Hanjú Kazue                                                                                                 | Gerenda          | 17,75     | 30.       | kiesett  | kiesett  |
| Hanjú Kazue                                                                                                 | Egyéni összetett | 71,30     | 43.       | kiesett  | kiesett  |
| Haszegava Takako                                                                                            | Talaj            | 18,05     | 33.       | kiesett  | kiesett  |
| Haszegava Takako                                                                                            | Ugrás            | 18,00     | 37.       | kiesett  | kiesett  |
| Haszegava Takako                                                                                            | Felemás korlát   | 18,50     | 22.       | kiesett  | kiesett  |
| Haszegava Takako                                                                                            | Gerenda          | 17,45     | 37.       | kiesett  | kiesett  |
| Haszegava Takako                                                                                            | Egyéni összetett | 72,00     | 34.       | 71,850   | 35.      |
| Hasigucsi-Szaka Kajoko                                                                                      | Talaj            | 18,00     | 38.       | kiesett  | kiesett  |
| Hasigucsi-Szaka Kajoko                                                                                      | Ugrás            | 17,50     | 69.       | kiesett  | kiesett  |
| Hasigucsi-Szaka Kajoko                                                                                      | Felemás korlát   | 18,30     | 36.       | kiesett  | kiesett  |
| Hasigucsi-Szaka Kajoko                                                                                      | Gerenda          | 18,00     | 17.       | kiesett  | kiesett  |
| Hasigucsi-Szaka Kajoko                                                                                      | Egyéni összetett | 71,80     | 40.       | kiesett  | kiesett  |
| Hirasima Eiko                                                                                               | Talaj            | 17,65     | 62.       | kiesett  | kiesett  |
| Hirasima Eiko                                                                                               | Ugrás            | 17,95     | 44.       | kiesett  | kiesett  |
| Hirasima Eiko                                                                                               | Felemás korlát   | 18,50     | 22.       | kiesett  | kiesett  |
| Hirasima Eiko                                                                                               | Gerenda          | 17,85     | 25.       | kiesett  | kiesett  |
| Hirasima Eiko                                                                                               | Egyéni összetett | 71,95     | 35.***    | 73,075   | 25.      |
| Macuhisza-Hironaka Mijuki                                                                                   | Talaj            | 18,15     | 28.       | kiesett  | kiesett  |
| Macuhisza-Hironaka Mijuki                                                                                   | Ugrás            | 18,00     | 37.       | kiesett  | kiesett  |
| Macuhisza-Hironaka Mijuki                                                                                   | Felemás korlát   | 18,65     | 14.       | kiesett  | kiesett  |
| Macuhisza-Hironaka Mijuki                                                                                   | Gerenda          | 17,70     | 32.       | kiesett  | kiesett  |
| Macuhisza-Hironaka Mijuki                                                                                   | Egyéni összetett | 72,50     | 26.**     | 73,500   | 20.      |
| Mijamoto Tosiko                                                                                             | Talaj            | 17,50     | 74.       | kiesett  | kiesett  |
| Mijamoto Tosiko                                                                                             | Ugrás            | 17,45     | 75.       | kiesett  | kiesett  |
| Mijamoto Tosiko                                                                                             | Felemás korlát   | 18,00     | 49.       | kiesett  | kiesett  |
| Mijamoto Tosiko                                                                                             | Gerenda          | 17,05     | 64.       | kiesett  | kiesett  |
| Mijamoto Tosiko                                                                                             | Egyéni összetett | 70,00     | 60.*      | kiesett  | kiesett  |
| Hanjú Kazue Haszegava Takako Hasigucsi-Szaka Kajoko Hirasima Eiko Macuhisza-Hironaka Mijuki Mijamoto Tosiko | Csapat összetett |           |           | 359,75   | 7.       |

* - egy másik versenyzővel azonos eredményt ért el

** - három másik versenyzővel azonos eredményt ért el

*** - négy másik versenyzővel azonos eredményt ért el

## Úszás
Férfi
| Versenyző                                                        | Versenyszám            | Előfutam | Előfutam | Előfutam | Elődöntő | Elődöntő | Elődöntő | Döntő   | Döntő    |
| Versenyző                                                        | Versenyszám            | Idő      | Hely.    | Össz.    | Idő      | Hely.    | Össz.    | Idő     | Helyezés |
| ---------------------------------------------------------------- | ---------------------- | -------- | -------- | -------- | -------- | -------- | -------- | ------- | -------- |
| Honda Tadasi                                                     | 100 m hát              | 1:00,89  | 3.       | 12.      | 1:00,43  | 4.       | 8.       | 1:00,41 | 8.       |
| Honda Tadasi                                                     | 200 m hát              | 2:14,65  | 6.       | 23.      |          |          |          | kiesett | kiesett  |
| Tagucsi Nobutaka                                                 | 100 m mell             | 1:06,07  | 1.       | 3.       | 1:05,13  | 1.       | 1.       | 1:04,94 |          |
| Tagucsi Nobutaka                                                 | 200 m mell             | 2:23,45  | 1.       | 1.       |          |          |          | 2:23,88 |          |
| Komazaki Jaszuhiro                                               | 100 m pillangó         | 59,71    | 4.       | 24.      | kiesett  | kiesett  | kiesett  | kiesett | kiesett  |
| Komazaki Jaszuhiro                                               | 200 m pillangó         | 2:08,72  | 3.       | 13.*     |          |          |          | kiesett | kiesett  |
| Szaszaki Dzsiró                                                  | 200 m vegyes           | 2:16,56  | 4.       | 22.      |          |          |          | kiesett | kiesett  |
| Szaszaki Dzsiró                                                  | 400 m vegyes           | 4:53,65  | 5.       | 23.      |          |          |          | kiesett | kiesett  |
| Honda Tadasi Tagucsi Nobutaka Komazaki Jaszuhiro Szaszaki Dzsiró | 4 × 100 m vegyes váltó | 3:59,55  | 3.       | 7.       |          |          |          | 3:58,23 | 6.       |

Női
| Versenyző                                                  | Versenyszám            | Előfutam | Előfutam | Előfutam | Elődöntő | Elődöntő | Elődöntő | Döntő   | Döntő    |
| Versenyző                                                  | Versenyszám            | Idő      | Hely.    | Össz.    | Idő      | Hely.    | Össz.    | Idő     | Helyezés |
| ---------------------------------------------------------- | ---------------------- | -------- | -------- | -------- | -------- | -------- | -------- | ------- | -------- |
| Kavanisi Sigeko                                            | 100 m gyors            | 1:02,13  | 6.       | 28.      | kiesett  | kiesett  | kiesett  | kiesett | kiesett  |
| Fudzsimura Kazu                                            | 100 m hát              | 1:09,81  | 5.       | 24.      | kiesett  | kiesett  | kiesett  | kiesett | kiesett  |
| Fudzsimura Kazu                                            | 200 m hát              | 2:30,37  | 6.       | 28.      |          |          |          | kiesett | kiesett  |
| Macumura Szuzuko                                           | 200 m hát              | 2:26,95  | 3.       | 14.      |          |          |          | kiesett | kiesett  |
| Isii Kikujo                                                | 200 m hát              | 2:29,66  | 5.       | 26.      |          |          |          | kiesett | kiesett  |
| Isii Kikujo                                                | 100 m hát              | 1:10,44  | 6.       | 28.      | kiesett  | kiesett  | kiesett  | kiesett | kiesett  |
| Jamamoto Jóko                                              | 100 m mell             | 1:18,94  | 5.       | 24.      | kiesett  | kiesett  | kiesett  | kiesett | kiesett  |
| Jamamoto Jóko                                              | 200 m mell             | 2:54,28  | 6.       | 35.      |          |          |          | kiesett | kiesett  |
| Sibata Csieno                                              | 200 m mell             | 2:46,87  | 4.       | 12.      |          |          |          | kiesett | kiesett  |
| Aoki Majumi                                                | 100 m pillangó         | 1:04,00  | 1.       | 1.       | 1:04,11  | 2.       | 3.       | 1:03,34 |          |
| Aoki Majumi                                                | 200 m pillangó         | 2:23,01  | 2.       | 7.       |          |          |          | 2:22,84 | 8.       |
| Aszano Noriko                                              | 200 m pillangó         | 2:20,09  | 2.       | 6.       |          |          |          | 2:19,50 | 5.       |
| Aszano Noriko                                              | 100 m pillangó         | 1:04,97  | 3.       | 7.       | 1:04,53  | 5.       | 7.       | 1:04,25 | 8.       |
| Nisigava Josimi                                            | 200 m vegyes           | 2:26,61  | 2.       | 7.       |          |          |          | 2:26,35 | 7.       |
| Takemoto Jukari                                            | 200 m vegyes           | 2:29,41  | 3.       | 14.      |          |          |          | kiesett | kiesett  |
| Takemoto Jukari                                            | 400 m vegyes           | 5:20,89  | 4.       | 18.      |          |          |          | kiesett | kiesett  |
| Nisigava Josimi Kavanisi Sigeko Gósi Eiko Takemoto Jukari  | 4 × 100 m gyorsváltó   | 4:08,34  | 5.       | 10.      |          |          |          | kiesett | kiesett  |
| Macumura Szuzuko Jamamoto Jóko Aoki Majumi Nisigava Josimi | 4 × 100 m vegyes váltó | 4:30,34  | 3.       | 3.       |          |          |          | 4:30,18 | 6.       |

* - egy másik versenyzővel/váltóval azonos időt ért el

## Vitorlázás
Nyílt
| Versenyző                      | Versenyszám     | Futam | Futam | Futam  | Futam | Futam  | Futam | Futam | Pontszám | Helyezés |
| Versenyző                      | Versenyszám     | 1     | 2     | 3      | 4     | 5      | 6     | 7     | Pontszám | Helyezés |
| ------------------------------ | --------------- | ----- | ----- | ------ | ----- | ------ | ----- | ----- | -------- | -------- |
| Macujama Kazuoki               | Finn dingi      | 28,0  | 18,0  | (41,0) | 37,0  | 15,0   | 41,0  | 37,0  | 176,0    | 27.      |
| Jamamura Akira Jamamura Takasi | Repülő hollandi | 17,0  | 23,0  | 26,0   | 23,0  | (27,0) | 21,0  | 18,0  | 128,0    | 19.      |

## Vívás
Férfi
| Versenyző                                                                     | Versenyszám | Selejtező | Selejtező | Selejtező | Selejtező | Negyeddöntő | Negyeddöntő               | Elődöntő                        | Elődöntő                        | Döntő                            | Döntő                            | Helyezés    |
| Versenyző                                                                     | Versenyszám | 1. kör | 1. kör    | 2. kör | 2. kör    | Negyeddöntő | Negyeddöntő               | Elődöntő                        | Elődöntő                        | Döntő                            | Döntő                            | Helyezés    |
| Versenyző                                                                     | Versenyszám | Ellenfél Eredmény | Hely.     | Ellenfél Eredmény | Hely.     | Ellenfél Eredmény | Hely.                     | Ellenfél Eredmény               | Hely.                           | Ellenfél Eredmény                | Hely.                            | Helyezés    |
| ----------------------------------------------------------------------------- | ----------- | --- | --------- | --- | --------- | --- | ------------------------- | ------------------------------- | ------------------------------- | -------------------------------- | -------------------------------- | ----------- |
| Nakadzsima Hirosi                                                             | Tőr, egyéni | 9. csoport · Christian Noël (FRA) · 2-5 · Nicola Granieri (ITA) · 3-5 · Jesús Gil (CUB) · 5-1 · Per Sundberg (SWE) · 5-0 · Herbert Obst (CAN) · 3-5                                         | 3.        | 6. csoport · Vaszil Sztankovics (URS) · 3-5 · Mihai Ţiu (ROU) · 3-5 · Guillermo Saucedo (ARG) · 4-5 · Joseph Freeman (USA) · 5-2 · Yehuda Weisenstein (ISR) · 5-3 | 4.        | 3. csoport · Vlagyimir Gyenyiszov (URS) · 4-5 · Szabó Sándor (HUN) · 2-5 · Witold Woyda (POL) · 5-3 · Guillermo Saucedo (ARG) · 5-4 · František Koukal (TCH) · 4-5 | 4.                        | kiesett                         | kiesett                         | kiesett                          | kiesett                          | helyezetlen |
| Uehara Kijosi                                                                 | Tőr, egyéni | 3. csoport · Kamuti László (HUN) · 5-2 · Guillermo Saucedo (ARG) · 5-1 · Tănase Mureșanu (ROU) · 5-3 · Harald Hein (FRG) · 5-1 · Andréasz Vjenópulosz (GRE) · 5-3 · Ali Sleiman (LIB) · 5-0 | 1.        | 3. csoport · Nicola Granieri (ITA) · 3-5 · Marek Dąbrowski (POL) · 2-5 · Bernard Talvard (FRA) · 5-2 · Kamuti László (HUN) · 5-0 · Carlos Calderón (MEX) · 5-3    | 3.        | 4. csoport · Friedrich Wessel (FRG) · 3-5 · Nicola Granieri (ITA) · 0-5 · Christian Noël (FRA) · 3-5 · Vaszil Sztankovics (URS) · 5-2 · Haukler István (ROU) · 5-4 | 5.                        | kiesett                         | kiesett                         | kiesett                          | kiesett                          | helyezetlen |
| Szerizava Icsiró                                                              | Tőr, egyéni | 8. csoport · Mihai Ţiu (ROU) · 5-1 · Omar Vergara (ARG) · 5-1 · Carl Borack (USA) · 5-1 · Magdy Conyd (CAN) · 5-0 · František Koukal (TCH) · 2-5                                            | 2.        | 5. csoport · Szabó Sándor (HUN) · 3-5 · Eduardo Jhons (CUB) · 5-4 · Michael Breckin (GBR) · 5-1 · Friedrich Wessel (FRG) · 4-5 · Greg Benko (AUS) · 3-5           | 3.        | 2. csoport · Lech Koziejowski (POL) · 0-5 · Kamuti Jenő (HUN) · 4-5 · Anatolij Kotyesev (URS) · 1-5 · Bernard Talvard (FRA) · 5-1 · Graham Paul (GBR) · 5-3        | 5.                        | kiesett                         | kiesett                         | kiesett                          | kiesett                          | helyezetlen |
| Fukuda Maszaja Marujama Siró Nakadzsima Hirosi Uehara Kijosi Szerizava Icsiró | Tőr, csapat | 3. csoport · Egyesült Államok (USA) · 12-4 · Szovjetunió (URS) · 9-7 | 1.        | |           | Lengyelország (POL) · 5-9 | Lengyelország (POL) · 5-9 | 5–6. helyért · Kuba (CUB) · 9-6 | 5–6. helyért · Kuba (CUB) · 9-6 | Az 5. helyért · NSZK (FRG) · 7-9 | Az 5. helyért · NSZK (FRG) · 7-9 | 6.          |

## Vízilabda
| Japán férfi vízilabdacsapat-játékoskeret                                                              | Japán férfi vízilabdacsapat-játékoskeret                                             |
| --- | ------------------------------------------------------------------------------------ |
| - Arasze Tóru - Hasimoto Hirosi - Dzsihira Tacuo - Kimura Takasi - Kuvajama Hirokacu - Minegisi Naoto | - Nakano Kódzsi - Ósita Jukiharu - Takahasi Tosio - Jadzsima Súzó - Jaszumi Josihiro |

### Eredmények
Csoportkör
C csoport
| Csapat              | M | Gy | D | V | G+ | G– | Gk  | P |
| ------------------- | - | -- | - | - | -- | -- | --- | - |
| Szovjetunió (URS)   | 4 | 4  | 0 | 0 | 30 | 9  | +21 | 8 |
| Olaszország (ITA)   | 4 | 3  | 0 | 1 | 27 | 16 | +11 | 6 |
| Spanyolország (ESP) | 4 | 2  | 0 | 2 | 19 | 22 | –3  | 4 |
| Bulgária (BUL)      | 4 | 1  | 0 | 3 | 18 | 25 | –7  | 2 |
| Japán (JPN)         | 4 | 0  | 0 | 4 | 14 | 36 | –22 | 0 |

| 1972. augusztus 27. 10:00 | Spanyolország (ESP)  | 6 – 4 | Japán (JPN) |  |
| 1972. augusztus 27. 10:00 | (2–1, 1–2, 1–1, 2–0) |       |             |  |
| 1972. augusztus 27. 10:00 | Jané 4               |       | Nakano 2    |  |

| 1972. augusztus 28. 11:00 | Szovjetunió (URS)    | 11 – 1 | Japán (JPN) |  |
| 1972. augusztus 28. 11:00 | (1–0, 4–1, 3–0, 3–0) |        |             |  |
| 1972. augusztus 28. 11:00 | három játékos 2      |        | Minegisi 1  |  |

| 1972. augusztus 30. 11:00 | Bulgária (BUL)       | 7 – 4 | Japán (JPN) |  |
| 1972. augusztus 30. 11:00 | (3–1, 0–1, 2–1, 2–1) |       |             |  |
| 1972. augusztus 30. 11:00 | Konsztantinov 4      |       | Nakano 2    |  |

| 1972. augusztus 31. 10:00 | Olaszország (ITA)    | 12 – 5 | Japán (JPN)        |  |
| 1972. augusztus 31. 10:00 | (4–1, 3–0, 1–1, 4–3) |        |                    |  |
| 1972. augusztus 31. 10:00 | De Magistris 3       |        | Nakano, Dzsihira 2 |  |

| Csapat      | Helyezés |
| ----------- | -------- |
| Japán (JPN) | 15.      |